# Runt Pullins
Albert Pullins, detto Runt (New Orleans, 23 novembre 1910 – Chicago, 19 ottobre 1985), è stato un cestista statunitense.
Dal 2022 è membro del Naismith Memorial Basketball Hall of Fame.
Ha giocato negli Harlem Globetrotters sin dalla fondazione della squadra, fino al 1934, anno in cui fondò gli Harlem Clowns, squadra con cui si esibì fino al 1958.